# Hanglemez

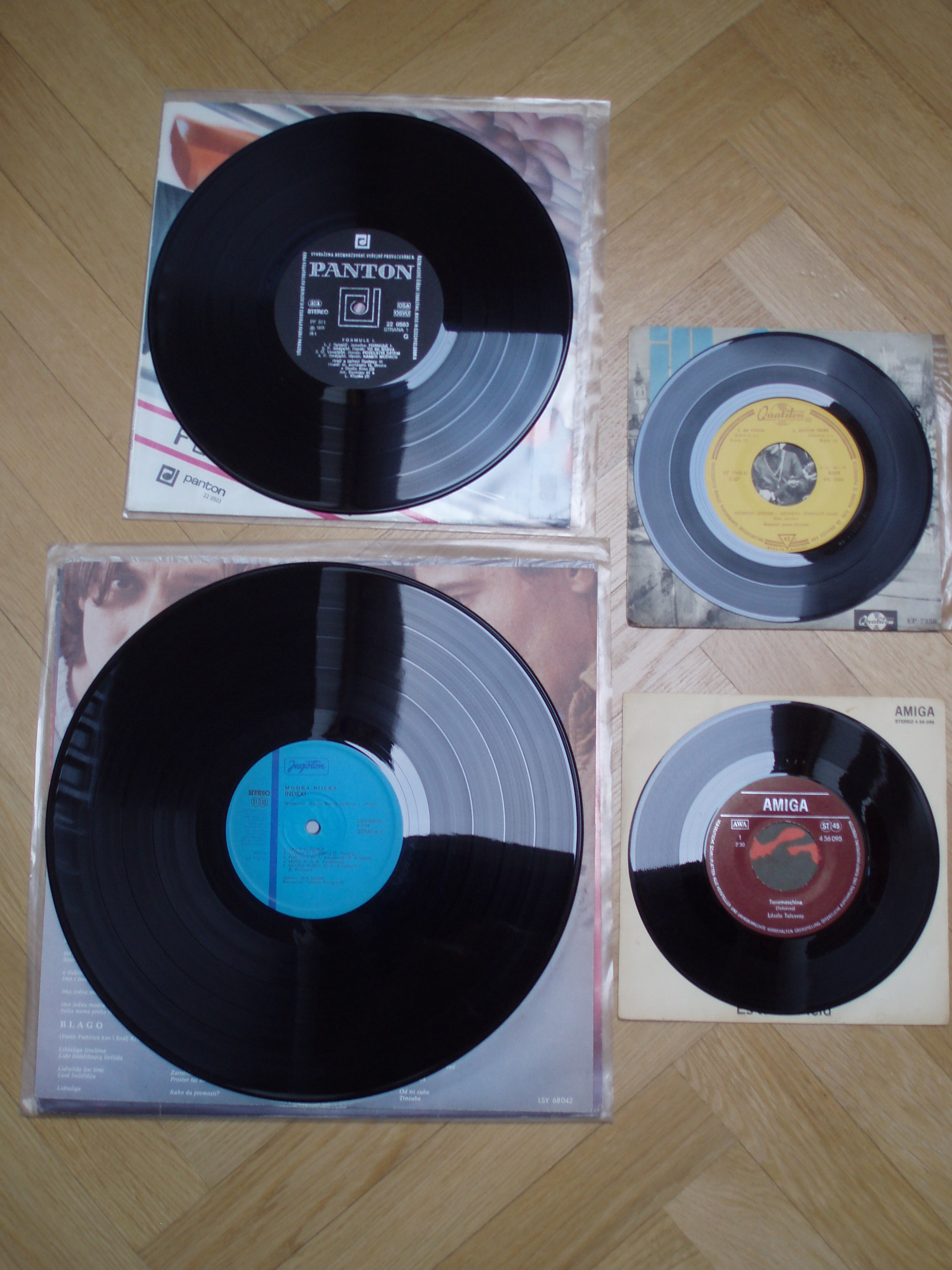
Különféle mikrobarázdás hanglemezek: MP (bal felső), LP (bal alsó), EP (jobb felső), SP (jobb alsó)

A hanglemez hanganyag tárolására szolgáló analóg adattároló, az elektromechanikus hangrögzítés és tárolás egyik formája. A hanglemez egy lapos „műanyag” korong – lemez –, amelynek mindkét oldalán, a peremétől a közepe felé spirális barázda fut, amelyben V-alakban domborulatok vannak kialakítva, amelyek rezgésbe hozzák a hangszedő tűjét, elektromos jelet generálva.
A magyar nyelvben elterjedt közkeletű, ám hibás elnevezése „bakelit lemez”. Valójában nem bakelitből, hanem PVC-ből, azaz polivinil-kloridból készül. Az angol közkeletű elnevezése „vinyl”. A 20. század nagy részében ezt a technológiát használták a zenei felvételek kereskedelmi célú sokszorosítására. A CD 1982-es megjelenésével a hanglemez technikailag elavulttá vált. Az audiofil zenehallgatók körében azonban népszerű maradt, az 1990-es években pedig újra divatba jött, az elektronikus zene népszerű terjesztési formátumaként, a DJ-k keze alá dolgozva, mondhatni, akik sosem álltak át CD-re, és egyeduralkodóan hanglemezről játszották a zenét. A CD aztán kikopott a használatból, a „vinyl” hanglemez viszont, még a digitális lejátszási formátumok és rendszerek ellenére is a DJ-k klasszikus hanghordozója maradt.
A 78-as fordulatszámú gramofonlemezek sellakból, míg a mikrobarázdás hanglemezek leggyakrabban acetilcellulóz-polivinilkloridból – a polivinil-klorid és polivinil-acetát kopolimerjéből – készülnek. A „vinil” megnevezés az utóbbi időkben a magyar nyelvben is kezd használatossá válni (gyakran az angolos „vinyl” írásmóddal) – a „bakelit” mellett. És bár a „vinil” vagy „vinyl” megnevezés jobban utal az alapanyag egyik összetevőjére, valójában ez sem 100%-osan pontos, ugyanis 45-ös fordulatszámú „kislemezek” készültek polisztirolból is, amelyet a köznyelv ettől még ugyanúgy vinilnek (vagy bakelitnek) hív.
A mai szóhasználat hanglemez alatt a mikrobarázdás lemezt érti, a 78-as fordulatszámú régi lemezek elfogadott elnevezése gramofonlemez.

## Elődei

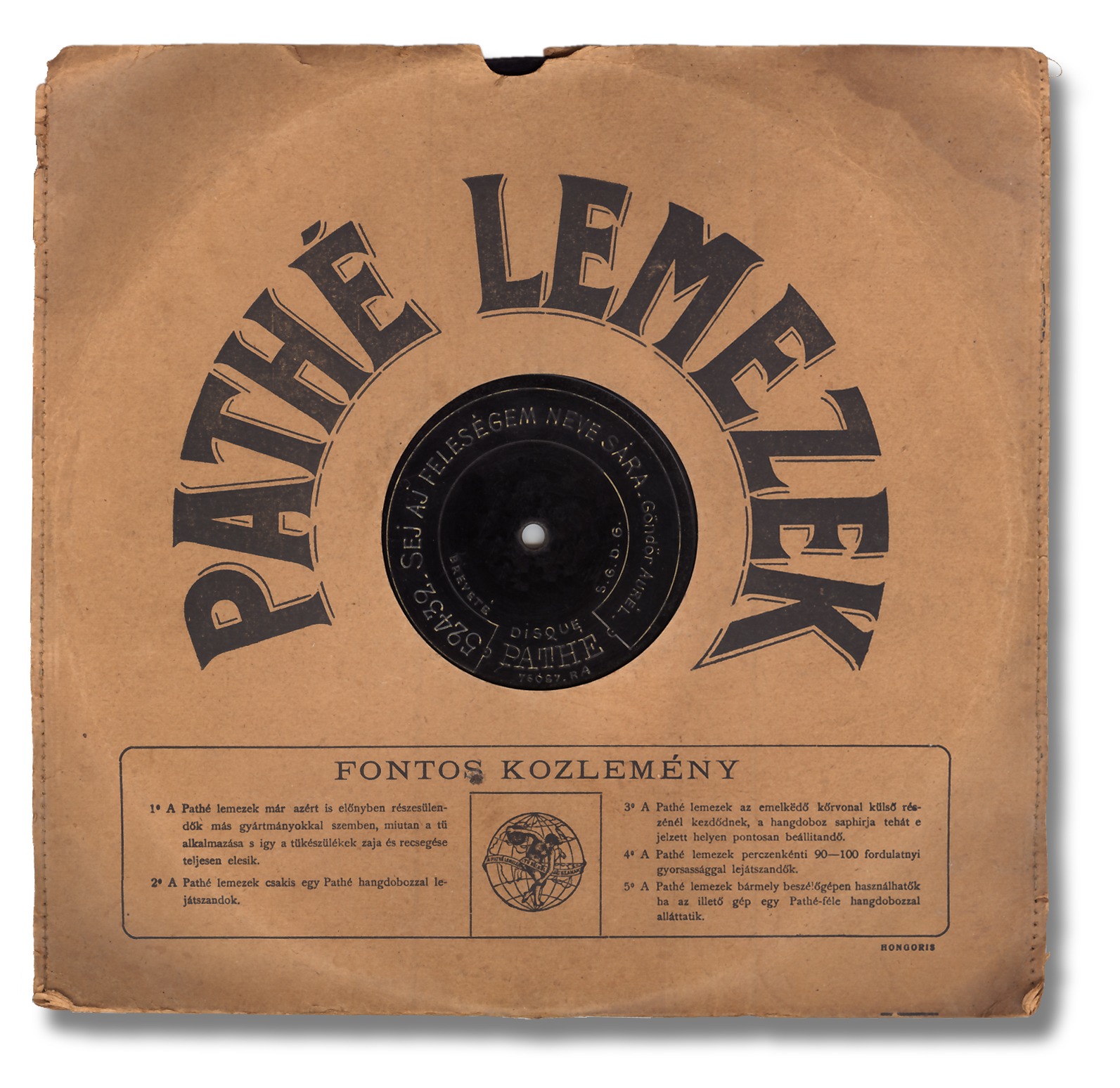
Magyar Pathé-hanglemez, 90-100-as fordulatszámra

### A fonográfhenger
1877-ben Thomas Alva Edison fejlesztette ki a lemezjátszó ősét, a fonográfot. A viasz fonográfhenger uralta a hanghordozók piacát az 1890-es évek közepéig. Mivel a sokszorosítása sokáig nem volt megoldott, minden egyes hengert egyenként vettek fel, egyidejűleg akár több tucat felvevőt használva. A hengerek hangminősége gyenge, élettartama néhány tucat lejátszás, a műsoridő két perc volt. Később javult a minőség, megoldódott a sokszorosítás, valamint az 1912-ben bevezetett, úgynevezett Blue Amberol-henger 160 fordulat/perc fordulatszám mellett négy percnyi játékidőt biztosított. Könnyített megoldás volt, amikor cinkfóliát csatoltak a hengerre, az tartalmazta a hanganyagot. A cinkfólia szállítása, tárolása könnyebb volt, és többször is lejátszható volt, mint a viaszhenger. A műsoros hengerek fénykora az 1910-es években volt, gyártását végleg 1929-ben fejezték be. Házi hangrögzítés céljára viszont a fonográfot a magnetofon megjelenéséig használták.

### Gramofonlemez

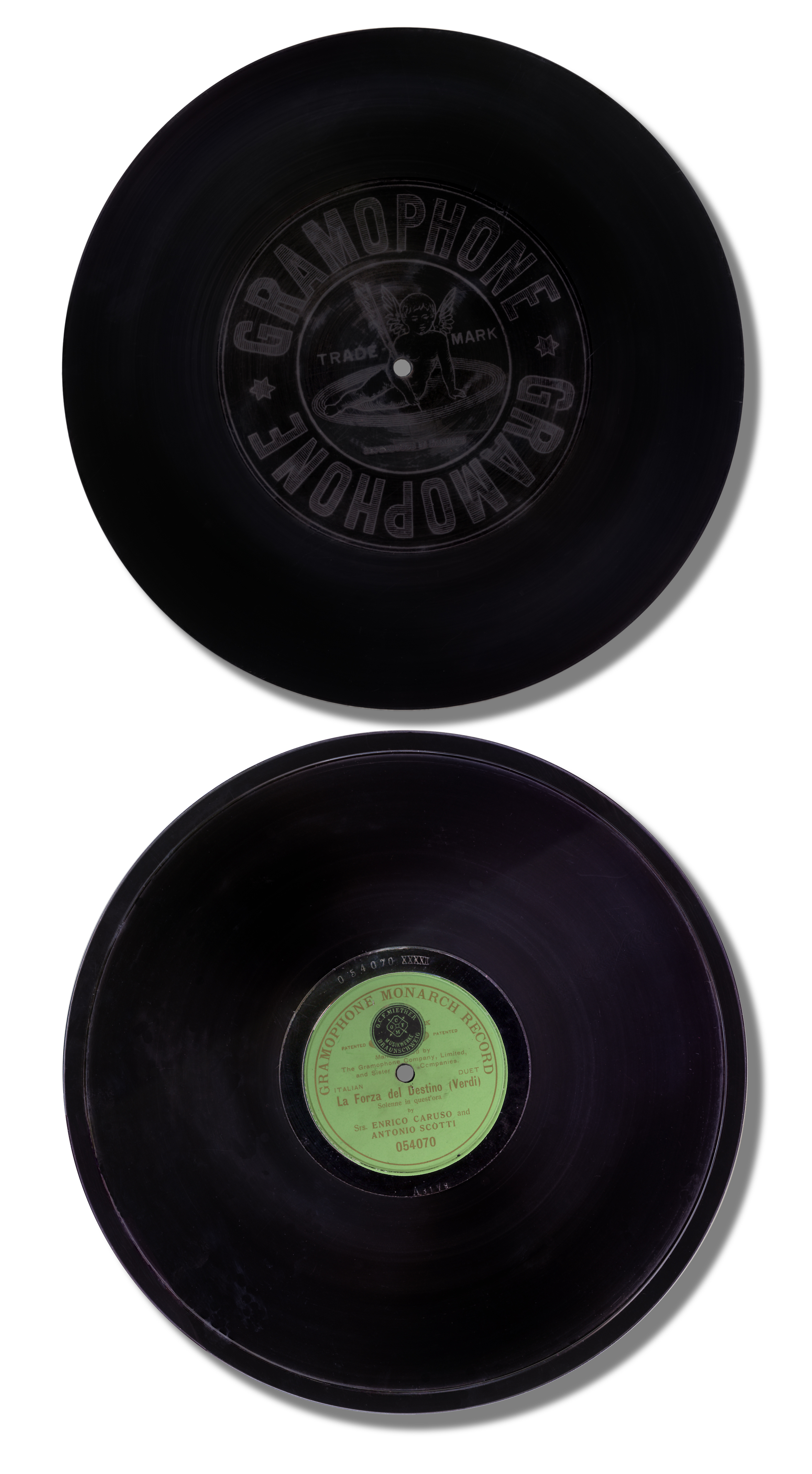
A Végzet hatalma című opera felvétele sellak lemezen

A barázdás hanglemezt és az azt használó gramofont Emile Berliner találta fel 1888-ban. 1894-ig kizárólagosan csak játékokhoz gyártották (5 hüvelykes méretben, 12,7 cm), majd ettől fogva főként zeneszámokat adtak ki. 1918-ra a szabadalom lejárt, így számos cég kezdte el gyártani ezeket a lemezeket. Az 1890-es években a 7″ (17,8 cm) átmérőjű lemezek voltak a legelterjedtebbek, 1910-re pedig a 10″-es (25,4 cm) lemez lett a legnépszerűbb formátum. 1903-tól 12″-es (30,5 cm-es) lemezeket is adtak ki, ezeken főleg komolyzenei anyag volt hallható. 1925-ben állandósították a fordulatszámot 78-ra. Előbb keménygumiból, majd sellakból – amely egy trópusi vidéken élő levéltetű, a Laccifer lacca vöröses színű, sűrűn folyó elgyantásodott váladéka – készítették.
A rádióstúdiók 16 hüvelykes (410 mm átmérőjű) transzkripciós lemezeket is használtak, kezdetben 78-as fordulatszámmal. A harmincas években elterjedt a 33 1/3 fordulatszám is ezzel a lemezoldalak játékidejét tizenöt percre sikerült növelni.

## Mikrobarázdás hanglemez
Az elektronika gyors ütemű fejlődése, és a galvanoplasztikai eljárások felbontóképességének növekedése hosszabb műsoridőt eredményezett a kisebb barázdaméretek révén. Míg a gramofonlemez nagy és széles barázdája olyan mértékben mozgatta meg a gramofon tűjét, hogy a tölcséren keresztül elektromos erősítés nélkül is elfogadható hangerő keletkezzen, erre továbbra nem volt szükség. Ezután elegendő volt, hogy a hangszedő csak jelet szolgáltasson többnyire a rádiókészülékek erősítője számára, ezért a barázdát le lehetett keskenyíteni, a fordulatszámot pedig le lehetett csökkenteni. A műanyagipar fejlődésével a rideg és törékeny sellak helyett új, lényegesen hajlékonyabb és kevésbé törékeny, alacsonyabb zajszintet és lényegesen hosszabb élettartamot nyújtó alapanyaghoz, a hőre lágyuló poli-vinil-klorid és a poli-vinil-acetát kopolimerjéből, acetilcellulóz-polivinilkloridból készült vinilhez jutottak.
Kialakításakor két, egymással ellentétes szempont volt: egyrészt a kis méret, másrészt a hosszú játékidő létrehozása. Mivel ez egyszerre nem volt lehetséges, megjelent a gramofonlemezzel azonos játékidejű, de kis méretű, 45-ös fordulatú single play (SP) lemez, és a gramofonlemeznél nagyobb méretű, de jóval hosszabb, átlagosan 2x20 perc játékidejű, 33 és 1/3 fordulatú long play (LP) nagylemez.
A mikrobarázdás hanglemezt, Goldmark Péter Károly fejlesztőcsoportjának munkáját a Columbia Records mutatta be 1948-ban. Az első sztereó lemezek 1958-ban jelentek meg, majd 1971-ben mutatták be a kvadrofon lemezeket.
1982-ben, a kompaktlemez (CD) megjelenése után fokozatosan szorult vissza a hanglemezgyártás, 1990 után egyre kevesebb lemez jelent meg, egyes országokban végleg be is fejezték a gyártást.

### „Bakelitlemez”
A hőre keményedő bakelitből soha nem készítettek hanglemezt, mert a rideg, törékeny bakelitbe nem lehet a hangbarázdák szerkezetének megfelelő finomságú struktúrákat préselni. Magyarországon már az 1960-as években nevezték „bakelit”-nek a hanglemezek anyagát, noha a mikrobarázdás hanglemezek nem készültek hőre keményedő műanyagból. És bár a régi hanglemezek anyaga is fekete és viszonylag kemény, hasonlóan a régebbi telefonkészülékek, fogantyúk anyagaként jól ismert bakelithez, azt sem hívták soha bakelitnek – annak a megkülönböztető megnevezése elsősorban „gramofonlemez” vagy a lejátszás fordulatszámára utaló 78-as lemez, esetleg sellak lemez.

## Különleges hanglemezek

### Maxilemez
Az 1970-es évek végén jelent meg az eleinte MP, később LP méretű, többnyire 45-ös, ritkábban 33-as fordulatszámú úgynevezett maxilemez. Játékideje többnyire oldalanként 6-12 perc között volt, de nagyobb is lehetett. Általában egy adott dal hosszú és remix változatait tartalmazta, hangminősége az elérhető legjobb volt. Főként lemezlovasok és zenegyűjtők használták. A CD korszakban visszaszorult, de DJ-k és vájt fülűek számára 2010 után is készülnek.

### „Acetátlemez”
A hanglemezek egyik különleges és ritka változata az „acetátlemez”. Valójában acetátot egyáltalán nem tartalmaz, ami hasonlóan megtévesztő tud lenni angol nyelvterületen, mint a „bakelitlemez” Magyarországon. Egyedi előállításban, direktvágással készültek, főként azonnal visszahallgatható demó és próbafelvétel, esetleg hangajándék céljából, tömeggyártásba sosem kerültek. Sok kezdő előadó az első lemezét saját költségén acetátra készíttette el, majd ezzel házalt a kiadóknál. Néhány ismert előadó acetát hanglemeze mára vagyonokért cserél gazdát aukciókon.
Alapanyaga egy alumínium korong, amelynek mindkét oldalán nitrocellulóz réteg van. Hangminősége azonos a többi hanglemezével, de sokkal gyorsabban használódik el. Megfelel napjaink egyszer írható CD-R lemezének. Használata az 1960-as években fokozatosan megszűnt.

### Hangos képeslap
Főként az 1960-as években volt népszerű az egy zeneszámot tartalmazó zenés képeslap. Hátsó oldala a hagyományos képeslaphoz hasonlóan megírható és megcímezhető volt, a felső oldalon viszont a képbe még egy barázda is bele volt préselve. Hangminősége és élettartama csekély volt.

### Fólialemez
Főként újságmellékletek formájában került forgalomba. Egészen vékony, hajlékony, szinte fóliaszerű műanyag lapba préselték a barázdát. Hangminősége és élettartama csekély volt.

## A hanglemez előállítása

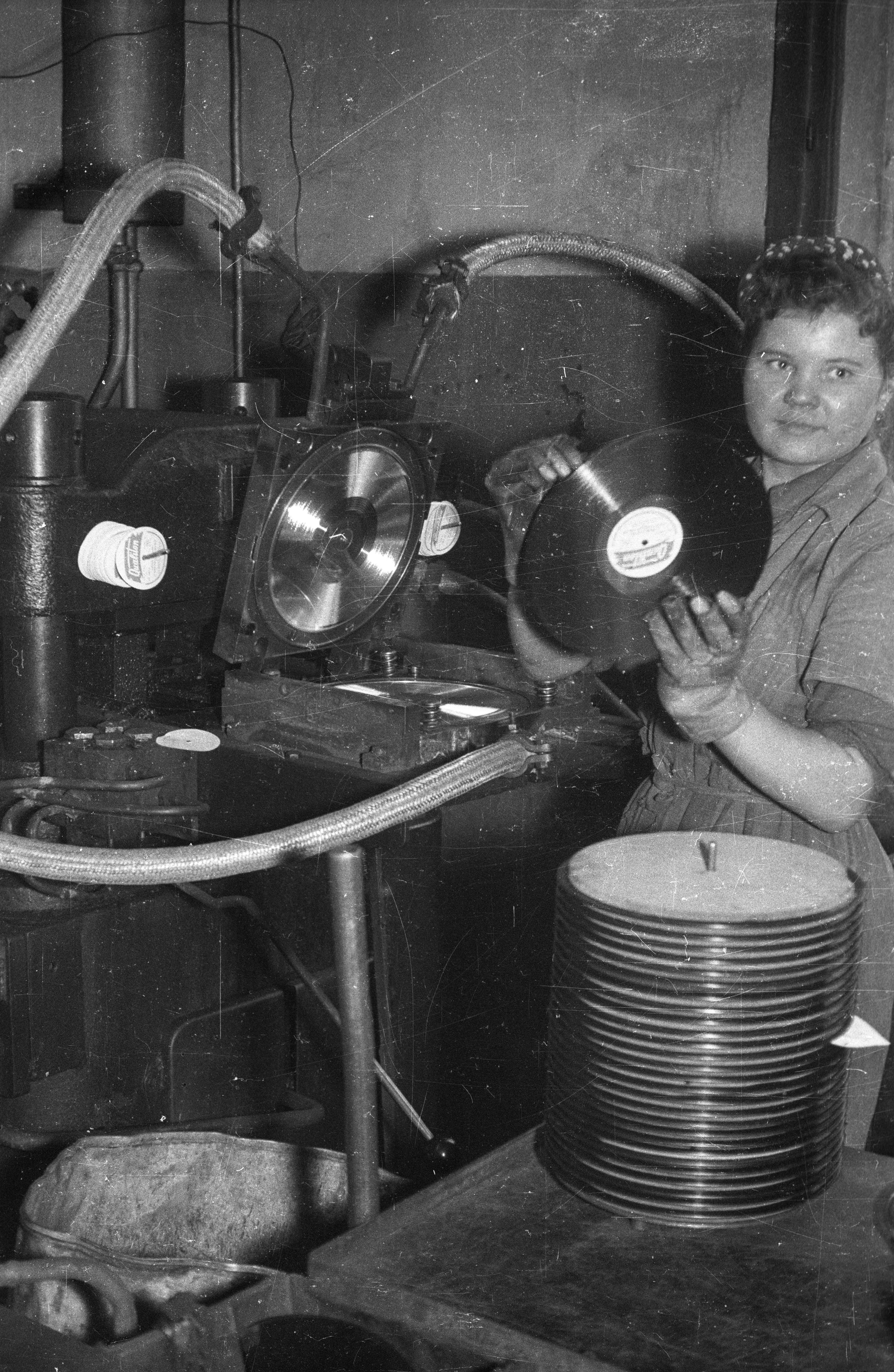
Hanglemezek préselése a budapesti kelenföldi Kábel- és Műanyaggyárban (1959)

A hanglemezre felvenni kívánt műsort a stúdiókban többnyire soksávos (8-16-24) magnetofonra rögzítik és a szükséges műszaki és művészi szempontok alapján elvégzett keverést követően kétcsatornás sztereó magnetofonnal veszik fel. A rögzített műsort ezen sztereó mesterszalagról vágják a lakklemezre (tükörsima alumínium lemezre centrifugálisan terített 300 mikron vastag triacetát lakkréteg). A magnetofonról lejátszott hanginformációt a hanglemezvágó berendezés fűtött zafír vagy gyémánt tűvel vágja a lakklemezbe (korábban ritkán még viaszlemezbe is). Az ezen technikával elkészített viszonylag képlékeny felületű lemez a gyártási és sokszorosítási folyamatban az első mechanikai jeleket tartalmazó információhordozó. A DMM (Direct Metal Mastering) technológia a gyártás legkényesebb részét, a lakkvágást és galvánkidolgozás első lépéseit mellőzve közvetlenül vékony amorf rézrétegre vágja a hanganyagot. Ez azt jelenti, hogy azonnal az „anya” áll a rendelkezésre. A vágásnál a vágótűt 40 kHz környéki frekvencián berezgetik és így, mint az ütvefúró a lágy rézrétegbe könnyedén bevágható a barázda.
A vágott lemez felületét zsírtalanítják, ezüstözik, majd az ezüstözött felületre galvanikus úton felvisznek egy kb. 1 mm vastag nikkelréteget. Ezt a lakklemezről leválasztják (ezüstős „apa”), majd erről az alaplemezről további galvanikus másolatot, ún. anyalemezt készítenek. Az anyalemezről szintén galvanoplasztikával a sokszorosítandó mennyiség figyelembevételével több tucatnyi „fiúlemezt” készítenek. Egy-egy fiúlemezről 300-400 műanyag másolatú lemez préselhető.
Ezen fiúlemezeket prés-matricáknak hívják, amelyeket egymással szembefordítva (A és B oldal) szerelik be a présgépbe. A sokszorosított hanglemezt PVC alapanyagú, hőre lágyuló vinilitből préselik.

## Műszaki jellemzői
A korszerű hanglemezek kétféle méretben készülnek: a hosszanjátszó, ún. long play lemezeket 300 mm névleges átmérővel, a kislemezeket 170 mm névleges átmérővel. A 300 mm-es lemezek lejátszási fordulatszáma általában 33 1/3, a 170 mm-es lemezek lejátszási fordulatszáma leggyakrabban 45 fordulat percenként. A hanglemez vastagsága 1,5–2 mm. A 300 mm-es lemez középpontjában 7,24 +0,09/-0 mm átmérőjű furat van, a 170 mm-es lemez nagyméretű középponti furata 38 mm átmérőjű.
A sztereó hanglemez barázdáit egymással 90°-os, a lemez síkjával pedig ±45°-os szögben vágják. Ezáltal a két barázdaoldalba rögzített sztereó információ „monokompatibilis”, vagyis mono hangszedővel is lejátszható. A középpont felé eső belső barázdafal a bal csatorna, a külső barázdafal pedig a jobb csatorna jeleit hordozza.
Egy 300 mm-es nagylemezoldalra rögzíthető műsoridőt az szabja meg, hogy milyen barázdaszélességgel és milyen barázdatávolsággal vették fel a rögzített műsort. A sztereó barázdaszélesség a lemez felületén 40 µm, a barázdamozgás maximális sebessége pedig 80 mm/s.
A korszerű sztereó hanglemezeken 1 kHz-es, 80 mm/s vágási sebességű barázdamodulációnál –60 dB zajszintet lehet mérni szelektív mérés útján. A DIN szabvány normája szerint 500 Hz alatt 40 dB/dekád meredekséggel vágó felüláteresztő szűrővel a lemez anyagának és a préselés jóságának függvényében -40 és -50 dB közötti zajszint mérhető.
A kétcsatornás sztereó információt a hordozó hanglemezek átlagos frekvenciatartománya a –3 dB-es pontokhoz képest 40-15 000 Hz. A sztereó hanglemezen az IEC által ajánlott 3180/318/75 µs töréspontú vágási jelleggörbét használják. A tényleges vágási jelleggörbe eltérése a névlegestől az 50-10 000 Hz-es frekvenciasávban ±2 dB.
A tű kifutókörének átmérője 95mm. Ez azért fontos, mert csak ennek betartásával biztosítható, hogy az automata lemezjátszók is gond nélkül le tudják játszani a lemezt. Ennél jóval nagyobb átmérőjü kifutókör esetén előfordul, hogy az automata lemezjátszó nem érzékeli a lemez végét, és lejátszás után nem kapcsol le. Ez különösen többlemezes lejátszók esetén okoz problémát.

## Hangminősége
Az új hanglemez hangminősége igen erősen függ a gyártási precizitástól és a használt alapanyagok minőségétől. A stúdió mesterszalagja egy soklépcsős és igen nagy precizitást igénylő folyamat során válik hanglemezzé. A vágott alaplemez anyagának és a préselésnél használt alapanyagnak maximálisan homogénnek kell lenni. Amennyiben szennyeződéseket tartalmaz, a zajszint megnövekszik. A galvanizálásos eljárások, valamint a préselés során a lemezekre szálló por sercegést, pattogást okozhat. További hiba, ha a fiúlemezről (préslemezről) a kelleténél több lemezt préselnek, illetve ha az anyalemezről a kelleténél több fiúlemezt készítenek.
Amennyiben a gyártás során kifogástalan alapanyagokat használnak, gondoskodnak a maximális porvédettségről, betartják a gyártási fegyelmet, a lemez hangja a CD-hez hasonlóan élvezhető minőséget érhet el. Ezen alapvető kritériumok hiányában a vadonatúj lemez is zajos hangot produkálhat, enyhén serceghet, túlhasznált préslemez esetén a hangminőség általánosan romlik.

## Használata
Egy nem használt hanglemez sok évtizedig változatlan minőségben őrzi meg a rajta található információt, azonban a technika jellegéből adódóan (mechanikus letapogatás, porvédelem hiánya, karcolódás) a gyakran használt hanglemez hangminősége gondos kezelés mellett is lassan romlani kezd. Előbb-utóbb megjelenik a jellegzetes kellemetlen sercegő zaj.
A hanglemez három legfőbb ellensége a szennyeződés, azon belül is a porosodás, a gondatlan kezelésből adódó karcolódás, valamint a gyenge minőségű lemezjátszók által okozott gyorsabb kopás.
A hanglemezt csak a lejátszás idejére szabad a tokjából kivenni, a lemezjátszó tányérján sem maradhat huzamosabban, mert beporosodik. A belső borító használata is fontos. A nagyobb porszemcsék ugyan letörölhetők, de a legapróbbakat a törlő inkább csak a barázda mélyére préseli. Kerülni kell a barázdák ujjal való érintését is a kialakuló zsíros szennyeződés elkerülése végett. A szennyeződések hangminőségromlást és sercegést okoznak. A hanglemezek ugyan elvileg moshatók, de csak a megfelelő szabályok betartásával. A szakszerűtlen mosás többet árt, mint használ.
Karcolódás vagy a lemezen megcsúszó tű, vagy a gondatlan kezelés, tok nélküli tárolás következménye, az adott helyen kattanást okoz. A gyenge minőségű, magas tűnyomással dolgozó, kristály, vagy kerámia hangszedős lemezjátszók hamar tönkreteszik a hanglemezeket, ezért a használatuk kerülendő.

## Csoportosításai

### A barázda mérete szerint
- normálbarázdás (gramofonlemez)
- mikrobarázdás

### A percenkénti fordulatszám szerint

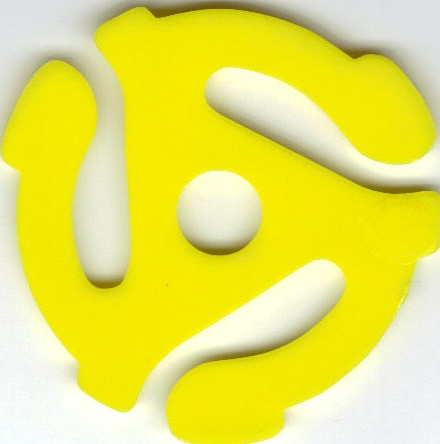
Adapter 45-ös fordulatszámú kislemezekhez

- 16 2/3
- 33 1/3 (1948-tól)
- 45
- 78 1/4

### Átmérőjeszerint
- 7 hüvelyk / 17,5 cm
- 10 hüvelyk / 25,4 cm
- 12 hüvelyk / 30,5 cm
- 16 hüvelyk / 40,6 cm

Az átmérő nincs fordulatszámhoz kötve. Léteznek 33-as fordulatszámú 7 hüvelykes lemezek és 45-ös fordulatszámú 12 hüvelykes lemezek is, utóbbiakat „maxi”-nak hívják. A 16 hüvelykes lemezek általában rádióműsorok stúdióbeli rögzítése és annak visszajátszása céljából készültek, ezek 33-as fordulatszámúak, kereskedelmi forgalomba nem kerültek.

### A játékidő szerint
- SP (Standard Play (magyarul szabványosan játszó), kislemez 2 zeneszámot tartalmaz, mindkét oldalán egyet – 3–5 perc/oldal)
- EP (Extended Play, középlemez (szó szerint kiterjesztett játékidejű kislemez) legalább 3, de inkább 4 zeneszámot tartalmaz – 6–10 perc/oldal)
- MP (Medium Play (közepesen játszó), középlemez, 25 cm átmérőjű – 15–20 perc/oldal)
- LP (Long Play (hosszanjátszó), nagylemez, korábban 25 cm, később 30 cm átmérőjű – 20–30 perc/oldal)

A hanglemeznél a technika jellege miatt nincs pontosan meghatározva egy adott lemeztípus lejátszási ideje. A barázda szélességének és kitéréseinek csökkentésével ugyanarra a lemeztípusra lényegesen több zeneanyagot is rá lehet rögzíteni a hangminőség, hangerő, dinamika csökkenése és a zajszint megemelkedése árán. Egy átlag nagylemezen oldalanként 15–18 perc zenét lehet megfelelően jó minőségben tárolni, de a hangerő és dinamika csökkentése árán ezt maximálisan fél órára is meg lehet növelni. Kislemeznél kb. 8 perc a maximális műsoridő, de szintén az elérhetőnél gyengébb hangminőségben.

### Hangcsatornák száma szerint
- 1: monoaurális (mono)
- 2: sztereofonikus (sztereó)
- 4: quadrofonikus (kvadro)

## Felhasználása
| Átmérő              | Fordulatszám | Felhasználás                                                           |
| 12 hüvelyk (30 cm)  | 16 2/3 rpm   | 90 perces, főként prózai felvételek, hangoskönyvek céljára             |
| 12 hüvelyk (30 cm)  | 33 1/3 rpm   | 45 perces LP                                                           |
| 12 hüvelyk (30 cm)  | 45 rpm       | 12 hüvelykes kislemez, maxi kislemez, EP                               |
| 12 hüvelyk (30 cm)  | 78 rpm       | Normálbarázdás lemez, 5-6 perc játékidő oldalanként                    |
| 10 hüvelyk (25 cm)  | 16 2/3 rpm   | 45 perces, főként próza, meselemezek és nyelvleckék számára            |
| 10 hüvelyk (25 cm)  | 45 rpm       | 15 perc körül, korai maxilemezek a hetvenes évek végén                 |
| 10 hüvelyk (25 cm)  | 33 1/3 rpm   | 45 perces LP                                                           |
| 10 hüvelyk (25 cm)  | 78 rpm       | Normálbarázdás lemez, 3-4 perc játékidő oldalanként                    |
| 7 hüvelyk (17,5 cm) | 45 rpm       | kislemez                                                               |
| 7 hüvelyk (17,5 cm) | 45 rpm       | EP                                                                     |
| 7 hüvelyk (17,5 cm) | 33 1/3 rpm   | Gyakran használták gyermekkiadványokhoz az 1960-as és 1970-es években. |

## Érdekességek
- 1973-ban a Monty Python társulatnak The Monty Python Matching Tie and Handkerchief címmel megjelent lemezének érdekessége, hogy a kettes számú oldalán két egymással párhuzamos barázda fut a lemez középpontja felé, így gyakorlatilag az oldal kétszer játszható le más-más hanganyagot szólaltatva meg attól függően, hogy éppen melyik barázdaspirálba sikerül letenni a lemezjátszótűt. A további megtévesztés érdekében mindkét oldala Side Two-ra van címkézve, így csak a mátrix-szám alapján lehet megállapítani, hogy melyik a valódi kettes oldal (CAS1080B).
- Az 1970-es és 1980-as években bizonyos együttesek különféle megfordított, felgyorsított vagy lelassított üzeneteket ágyaztak zeneszámaikba, amelyeket a szemfüles rajongók rendszerint hamar megtaláltak. A lemezjátszó technikai sajátosságait kihasználva ezeket az üzeneteket a hanglemezt rendre visszafelé hallgatva, felgyorsítva vagy lelassítva lehetett csak meghallgatni. Néhány ilyen jellegű zeneszám: Electric Light Orchestra: Danger Ahead, Fire on High; J. Geils Band: No Anchovies Please, Queen: One Vision.
- Napoleon XIV They're coming to take me away című humoros dalának kislemezén a „B” oldalon is az „A” oldali szám szerepel, de megfordítva, a végétől az elejéig hallhatóan.